# 웨네그

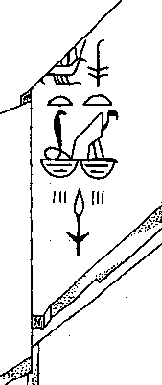

웨네그는 이집트 제2왕조의 제4대 파라오로 재위를 한 것으로 추정되는 호루스 이름이다. 웨네그는 아비도스 왕 목록 등에 등장하지만, 조세르의 계단 피라미드에서 발견된 돌로 된 그릇 이외에는 고고학적 증거가 없다. 독일의 이집트학 연구자인 Jochem Kahl은 웨네그가 라네브의 네브티 이름일 것이라는 주장을 편 바 있으나, 명확하게 밝혀진 것은 없다.

## 같이 보기
- 이집트 제2왕조
- 아비도스 왕 목록
- 라네브

| 전임 니네체르 | 제4대 이집트 제2왕조의 파라오 (연도 불분명) | 후임 세네지 |